# Gordon Harker
Gordon Harker (Londres, 7 de agosto de 1887 – Londres, 2 de março de 1967) foi um ator de cinema inglês, ativo entre as décadas de 1921 e 1959.

## Filmografia selecionada
- General John Regan (1921)
- The Ring (1927)
- The Farmer's Wife (1928)
- Champagne (1928)
- The Crooked Billet (1929)
- The Return of the Rat (1929)
- Elstree Calling (1930)
- The W Plan (1930)
- The Stronger Sex (1931)
- The Sport of Kings (1931)
- The Man They Couldn't Arrest (1931)
- Love on Wheels (1932)
- White Face (1932)
- Condemned to Death (1932)
- Left Right and Centre (1959)